# Овечкі (Підляське воєводство)
Овечкі (пол. Owieczki) — село в Польщі, у гміні Ґоньондз Монецького повіту Підляського воєводства.
Населення — 125 осіб (2011).
У 1975-1998 роках село належало до Ломжинського воєводства.

## Демографія
Демографічна структура станом на 31 березня 2011 року:
|          | Загалом | Допрацездатний вік | Працездатний вік | Постпрацездатний вік |
| -------- | ------- | ------------------ | ---------------- | -------------------- |
| Чоловіки | 64      | 11                 | 47               | 6                    |
| Жінки    | 61      | 16                 | 27               | 18                   |
| Разом    | 125     | 27                 | 74               | 24                   |